# Albert Likuvalu
Apeleto Albert Likuvalu (* 14. November 1943 in Alo (Futuna)) ist ein Politiker aus Wallis und Futuna.

## Albert Likuvalu
Im Jahr 2002 kandidierte er für die Sozialisten, erhielt im ersten Wahlgang 928 Stimmen und wurde Dritter. Im Jahr 2005 wurde er nach einem Bündnis zwischen den Sozialisten und den Mitte-Rechts-Parteien zum Präsidenten der Territorialversammlung von Wallis und Futuna gewählt. Während seiner Amtszeit unterstützte er den Lavelua Tomasi Kulimoetoke II. in seinem Streit mit der französischen Kolonialregierung, woraufhin sich der französische Minister für die Überseegebiete, François Baroin, weigerte, sich mit ihm zu treffen. Im November 2005 wurde er als Präsident der Versammlung abgelöst und fungierte später als Oppositionsführer.
Bei den französischen Parlamentswahlen 2007 wurde er in die französische Nationalversammlung gewählt – das erste Mal, dass ein sozialistischer Kandidat aus Wallis und Futuna gewählt wurde. Als Abgeordneter gehörte er der Fraktion der Sozialisten, Radikalen, Bürgerlichen und sonstigen Linken in der Versammlung an. Er verlor seinen Sitz 2012.
Bei den französischen Senatswahlen 2020 kandidierte er für den Senat und erreichte mit 23 % der Stimmen den dritten Platz.